# Antton Haramboure
Antton Haramboure  (ur. 29 kwietnia 1991 w Bajonnie) – francuski pływak, specjalizujący się głównie w stylu dowolnym. 
Brązowy medalista mistrzostw Europy z Budapesztu w sztafecie 4 x 200 m stylem dowolnym. Mistrz i wicemistrz Europy juniorów z Pragi w sztafetach 4 x 200 i 4 x 100 m stylem dowolnym. 